# Els fruits saborosos
Els fruits saborosos és un poemari de Josep Carner publicat l'any 1906 i compost per divuit obres d'extensió més aviat breu que va marcar un punt d'inflexió en la trajectòria de l'autor —és considerada la seva primera obra noucentista— i alhora és una fita dins del moviment del Noucentisme, juntament amb l'aparició del Glosari de Xènius a La Veu de Catalunya i el Cucut.

## Edicions
Josep Carner va iniciar Els fruits saborosos entre els anys 1903 i 1905, i la primera edició es va acabar d'imprimir l'1 de febrer de 1906 als obradors de Joaquim Horta. Posteriorment, al llarg de la seva vida, Carner va publicar-ne dues edicions més, els anys 1928 i 1957 i que, segons les anàlisis literàries, són una de les exemplificacions més representatives de l'evolució de la seva tècnica poètica.
Si bé la primera edició l'any 1906 es caracteritzava per l'ús d'un català contemporani no normatiu, la de 1928 va requerir que Carner hi introduís uns canvis profunds per adaptar-la a la nova normativa de Pompeu Fabra i Poch. La de 1957, per la seva banda, acaba d'adoptar una tendència despersonalitzadora i s'emmarca en el seu darrer recull d'obres: l'antologia poètica Poesia, 1957.

## Anàlisi
Cada poema parteix de dos elements principals: el fruit que en dona el títol i una reflexió suggerida sobre el pas del temps. En el recull, els personatges es defineixen segons la fase de la vida en què es troben: la infantesa es vincula amb la innocència, la maduresa amb l’equilibri, i la vellesa amb l’acceptació. Aquesta representació, però, es planteja sempre en un context simbòlic, utilitzant una reinterpretació deliberada de l’idil·li clàssic per a cadascun d’aquests moments vitals. L’objectiu d’aquesta estratègia és reforçar un conjunt de valors morals coherents i reiterats: la capacitat de preveure, el domini de la natura, la prudència, la calma, el control, la importància de la família, el gaudi de les coses senzilles i, en definitiva, els principis essencials del noucentisme. Les composicions estan ordenades segons l'etapa vital a què pertanyen, i en totes el pas del temps està acceptat amb l'harmonia pròpia del classicisme. Així doncs, en els poemes sobre la vellesa, sempre hi prevaldrà l'aspecte positiu que possibilita la resignació i el fet de saber treure profit de les circumstàncies. En alguns poemes coincideix l'estació de la fruita amb l'edat, per exemple les fruites d'estiu són pròpies de la infantesa o joventut.
La mètrica predominant en Els fruits saborosos és el vers alexandrí amb cesura després de la sisena síl·laba, que remarca l'estructura classicista i alhora mostra el virtuosisme de la lírica carneriana.
D'altra banda, les referències a la cultura clàssica són nombroses en els noms dels personatges i el gust per l'ambientació mediterrània de les escenes, totalment contrària a l'ideari del Modernisme. Molts dels protagonistes són dones, de les quals s'explora la pèrdua de la bellesa o el pes de la maternitat com a llasts del temps passat. El to mesurat no impedeix la malenconia per aquest esdevenir.